# Gmina Iłów
Die Gmina Iłów (deutsch Enlau) ist eine Landgemeinde im Powiat Sochaczewski der Woiwodschaft Masowien in Polen. Ihr Sitz ist das gleichnamige Dorf mit etwa 700 Einwohnern.

## Gliederung
Zur Landgemeinde Iłów gehören folgende Ortschaften mit einem Schulzenamt:
Aleksandrów-Wszeliwy
Arciechów-Bieniew
Arciechówek-Obory
Białocin
Brzozowiec
Brzozów Nowy
Brzozówek
Budy Iłowskie-Rokocina
Emilianów
Gilówka Dolna
Gilówka Górna
Giżyce
Giżyczki
Henryków
Iłów
Kaptury-Karłowo
Krzyżyk Iłowski
Lasotka
Lubatka-Szarglew
Łaziska-Leśniaki-Rzepki
Miękinki-Olszowiec
Miękiny-Uderz
Narty
Olunin
Paulinka
Pieczyska Iłowskie
Pieczyska Łowickie
Piotrów
Piskorzec
Przejma
Sadowo
Sewerynów
Brzozów Stary
Stegna
Suchodół-Władysławów-Kępa Karolińska
Wieniec
Wola Ładowska
Wisowa
Łady
Wołyńskie
Zalesie-Dobki
Załusków
Weitere Orte der Gemeinde sind Brzozów A und Ostrowce.

## Persönlichkeiten
- Aleksander Sochaczewski (1843–1923), Maler, geboren in Iłów.